# Neptis dumetorum
Espèce
Statut de conservation UICN

 EN BI ab : En danger
Neptis dumetorum est une espèce de lépidoptères (papillons) de la famille des Nymphalidae et de la sous-famille des Limenitidinae.
Elle est endémique de l'île de La Réunion.

## Morphologie
L'imago de Neptis dumetorum est un papillon de taille moyenne. Le dessus des ailes a un fond marron foncé orné de plusieurs taches jaune orangé : trois taches postdiscales aux ailes antérieures et une bande discale aux ailes postérieures.

## Biologie
Les plantes hôtes de sa chenille sont Acalypha integrifolia (en), Acalypha wilkesiana (en) et Terminalia bentzoe.

## Distribution
Neptis dumetorum est endémique de l'île de La Réunion, où elle réside principalement à moyenne altitude, surtout entre 350 et 850 m.

## Systématique
L'espèce actuellement appelée Neptis dumetorum a été décrite par l'entomologiste français Jean-Baptiste Alphonse Dechauffour de Boisduval en 1833, sous le nom initial de Limenitis dumetorum.
Elle fait partie d'un complexe d'espèces insulaires représenté dans la plupart des îles de la zone, avec Neptis frobenia à l'île Maurice, Neptis comorarum aux Comores et Neptis mayottensis à Mayotte.

## Noms vernaculaires
En français, Neptis dumetorum est parfois appelée le « Sylvain de La Réunion », le « Sylvain des Dumet » ou encore le « Sylvain de Bourbon », mais aucun de ces noms n'est actuellement validé par l'INPN, par exemple.

## Conservation
Neptis dumetorum figure sur la liste rouge des espèces menacées à La Réunion avec le statut d'espèce en danger (EN), mais elle n'est pas protégée par la loi française,.